# Cesare Zerba
Cesare Zerba (15 de abril de 1892; Castelnuovo Scrivia, Itália - 11 de julho de 1973) foi um cardeal italiano da Igreja Católica Romana. Ele serviu como Secretário da Sagrada Congregação para a Disciplina dos Sacramentos na Cúria Romana de 1958 a 1965, e foi elevado ao cardinalato em 1965.

## Biografia
Cesare Zerba nasceu em Castelnuovo Scrivia e estudou nos seminários de Stazzano e Tortona, no Pontifício Ateneu Romano de S. Apolinário em Roma e na Universidade de Pavia. Ordenado ao sacerdócio em 4 de julho de 1915, ele então serviu como militar capelão durante a I Guerra Mundial. Zerba começou o trabalho pastoral em Roma em 1919, trabalhando também como oficial da Sagrada Congregação para a Disciplina dos Sacramentos na Cúria Romana de 1924 a 1939.
Ele foi elevado ao posto de Privado Chamberlain de Sua Santidade em 30 de junho de 1932, e mais tarde Prelado Doméstico de Sua Santidade e prelado da Assinatura Apostólica em 23 de abril de 1939. Dentro da Congregação para a Disciplina dos Sacramentos, Zerba foi fez subsecretário (5 de maio de 1939) e secretário (18 de dezembro de 1958).
Em 28 de agosto de 1962, Zerba foi nomeado arcebispo titular de Colossos pelo papa João XXIII. Ele recebeu sua consagração episcopal em 21 de setembro do próprio Papa João, com os arcebispos Francesco Carpino e Pietro Parente servindo como co-consagradores , na Basílica de Latrão. De 1962 a 1965, Zerba participou do Concílio Vaticano II.
O Papa Paulo VI criou-o Cardeal Sacerdote de Nostra Signora del Sacro Cuore no consistório de 22 de fevereiro de 1965. Zerba renunciou ao cargo de Secretário de Disciplina dos Sacramentos em 26 de janeiro de 1965, após seis anos de serviço. Nunca tendo a oportunidade de participar de um conclave papal, o Cardeal perdeu o direito de fazê-lo ao atingir a idade de 80 anos em 15 de abril de 1972.
Zerba morreu em Roma, aos 81 anos. Ele está enterrado em sua terra natal, Castelnuovo Scrivia.